# Martin Websky
Christian Friedrich Martin Websky (ur. 17 lipca 1824 w Nieder Wüstegiersdorf, zm. 27 listopada 1886 w Berlinie) – niemiecki mineralog.

## Życiorys
Naukę na szczeblu gimnazjum rozpoczętą w szkołach w Wałbrzychu i Miedziance ukończył w Berlinie, gdzie w 1843 uzyskał świadectwo dojrzałości w Gimnazjum Fryderyka Wilhelma. Powrócił na trzy lata na Dolny Śląsk, by uczyć się praktycznie zawodu górnika.
W 1846 podjął studia w Akademii Górniczej w Berlinie, będąc uczniem m.in. Christiana Samuela Weissa. Praktyki zawodowe odbywał w Złotym Stoku, a po zdaniu egzaminu na referendariusza uzyskał posadę okręgowego urzędnika górniczego w Wałbrzychu i Miedziance.
W 1853 został górmistrzem w Tarnowskich Górach, gdzie był też nauczycielem w Szkole Górniczej. W Tarnowskich Górach odkrył i opisał minerał, odmianę aragonitu, któremu nadał nazwę tarnowicyt, przez co zdobył sobie pewien rozgłos w świecie nauki. W 1861 przeniósł się do Wrocławia, gdzie został nadradcą górniczym.
W 1865, gdy zaproponowano mu pracę w Dortmundzie, zdecydował się porzucić górnictwo i poświęcił się pracy naukowej.
Uzyskał tytuł profesora honoris causa Uniwersytetu Wrocławskiego, habilitował się i rozpoczął wykładanie mineralogii jako docent prywatny. Dokonał także przeglądu kolekcji minerałów Uniwersytetu Wrocławskiego, ofiarował brakujące okazy z własnej kolekcji i został współzałożycielem uniwersyteckiego Muzeum Mineralogicznego.
W 1868 uzyskał stopień profesora nadzwyczajnego, a w 1874 wyjechał do Berlina, objął Katedrę Mineralogii i został kierownikiem zbiorów mineralogicznych Uniwersytetu Berlińskiego. W 1883 został członkiem Leopoldiny.
W 1884 stwierdził występowanie w minerałach wanadowych pochodzących z Argentyny obecność nieznanego dotąd pierwiastka i zaproponował dla niego nazwę „Idunium”, jednakże nie ukończywszy badań nad tym zagadnieniem zmarł.
W dorobku naukowym pozostawił ponad 100 artykułów i doniesień publikowanych głównie na
łamach specjalistycznych wydawnictw, jak „Zeitschrift der Deutschen Geologischen Gesellschaft”, „Sitzungsberichten der
Gesellschaft naturforschender Freunde in Berlin” czy „Sitzungsberichten der Akademie der Wissenschaften zu Berlin”.